# Theatre of Pain
A Theatre of Pain, az amerikai Mötley Crüe zenekar 1985-ben megjelent 3. stúdióalbuma. Az album felvételei, csak úgy, mint a Shout At The Devil-nél is, Hollywoodban, a Cherokee stúdióban került felvételre. Az album sikeres lett, bár Mick Mars gitárosnak nem éppen a kedvenc albuma, a zenekar kiadványai közül. A gitáros a Hammer World Magazin 2006. júliusi számában a következőket nyilatkozta:
„…a Theatre idején nem voltunk formában. Túl nagy siker szakadt ránk, túl gyorsan. Akkoriban minden olyan zűrzavaros volt és a nagy káoszban elvesztettük az irányt. Sikered lemez lett, de mint Mötley album nem egy nagy szám. Mellétrafáltunk. A többieken viszont nem nagyon vannak töltelék dalok, azok ma is megállják a helyüket.”
Az albumon található dalok közül a kettő ismertebb sláger a Home Sweet Home, és a Smoking In The Boys Room. Utóbbi egy feldolgozás, az eredeti felvételt Brownsville Station készítette el, 1973-ban.

## Tartalma
1. "City Boy Blues" – (Nikki Sixx, Mick Mars, Vince Neil) – 4:10
2. "Smokin' in the Boys' Room" – (Cub Koda, Michael Lutz) – 3:27
3. "Louder Than Hell" – (Sixx) – 2:32
4. "Keep Your Eye on the Money" – (Sixx) – 4:40
5. "Home Sweet Home" – (Sixx, Neil, Tommy Lee) – 3:59
6. "Tonight (We Need a Lover)" – (Sixx, Neil) – 3:37
7. "Use It or Lose It" – (Sixx, Mars, Neil, Lee) – 2:39
8. "Save Our Souls" – (Sixx, Neil) – 4:13
9. "Raise Your Hands to Rock" – (Sixx) – 2:48
10. "Fight For Your Rights" – (Sixx, Mars) – 3:50

A 2003-as újrakiadáson található bónuszfelvételek
1. "Home Sweet Home" (Demo Version) – 4:24
2. "Smokin' in the Boys' Room" (Alternate Guitar Solo-Rough Mix) – 3:34
3. "City Boy Blues" (Demo Version) – 4:28
4. "Home Sweet Home" (Instrumental Rough Mix) – 2:58
5. "Keep Your Eye on the Money" (Demo Version) – 3:49
6. Tommy Drum Piece from Cherokee Studios – 3:16
7. "Home Sweet Home" (Video) – 15:51

## Közreműködők
- Vince Neil – ének, harmonika
- Mick Mars – gitár
- Nikki Sixx – basszusgitár
- Tommy Lee – dob